# Ліза Бейнс
Ліза Лу Бейнс (англ. Lisa Lou Banes; 9 липня 1955, Шагрин-Фоллс, Каягога, Огайо — 14 червня 2021, Нью-Йорк) — американська акторка театру, кіно та телебачення.

## Життєпис
Народилася 9 липня 1955 року у селищі Шагрин-Фоллс, округ Каягога, штат Огайо. Вивчала акторську майстерність у Джульярдській школі в Нью-Йорку. На театральній сцені з 1980 року. 1981 року отримала премію Театральний світ за роль Елісон Портер в позабродвейській постановці п'єси «Озирнись у гніві» Джона Осборна. Пізніше грала на Бродвеї. 1984 року була номінована на премію Драма Деск в категорії найкраща акторка у п'єсі за роль у постановці «Хіба це не романтично?» (англ. Isn't it Romantic?). Того ж року дебютувала в кінематографі у драмі "Готель «Нью-Гемпшир» за однойменним романом Джона Ірвінга за участю Джоді Фостер, Настасії Кінскі та інших. 1988 року зіграла Бонні у мелодраматичному фільмі «Коктейль» з Томом Крузом і Браяном Брауном. Багато знімалася на телебаченні, в тому числі у серіалах «Закон Лос-Анджелеса», «Вона написала вбивство», «Клієнт завжди мертвий», «Юристи Бостона», «Відчайдушні домогосподарки», «Якось у казці», «Гарна дружина», «Дорогий доктор» та інших. 2002 року зіграла одну з другорядних ролей у фантастичному фільмі «Бабка» з Кевіном Костнером. 2014 року виконала роль Мерібет Елліот, матері головної героїні у виконанні Розамунд Пайк у фільмі «Загублена» Девіда Фінчера. 2016 року зіграла одну з ролей у містичному трилері «Ліки від щастя» Гора Вербінскі.
4 червня 2021 року у Нью-Йорку Ліза Бейнс потрапила в ДТП — її збив водій електросамоката, який втік з місця аварії, в результаті чого акторку з черепно-мозковою травмою було доправлено до госпіталю Mount Sinai Morningside, де вона померла 14 червня 2021 року в 65-річному віці.

## Особисте життя
Перебувала в шлюбі з журналісткою Кетрін Кранхольд. Її постійним місцем проживання був Лос-Анджелес, Каліфорнія.

## Вибрана фільмографія
| Рік       |    | Українська назва                    | Оригінальна назва                 | Роль                 |
| --------- | -- | ----------------------------------- | --------------------------------- | -------------------- |
| 1984      | ф  | Готель «Нью-Гемпшир»                | The Hotel New Hampshire           | місіс Беррі (мати)   |
| 1985      | ф  | Марі                                | Marie                             | Тоні Грір            |
| 1988      | ф  | Коктейль                            | Cocktail                          | Бонні                |
| 1988      | ф  | Молоді стрільці                     | Young Guns                        | Меллорі              |
| 1992      | тф | Небезпечний острів                  | Danger Island                     | Діана                |
| 1993      | с  | Закон Лос-Анджелеса                 | L.A. Law                          | місіс Мітчелл        |
| 1993      | тф | Раптова лють                        | Sudden Fury                       | Барбара Форстер      |
| 1994      | с  | Зоряний шлях: Глибокий космос 9     | Star Trek: Deep Space 9           | доктор Ренол         |
| 1994      | с  | Розанна                             | Roseanne                          | місіс Сімс           |
| 1995      | ф  | Рапсодія Маямі                      | Miami Rhapsody                    | гінекологиня         |
| 1995      | с  | Вона написала вбивство              | Murder, She Wrote                 | Люсі Гендрікс        |
| 1995      | кф | Закоханий Ліберман                  | Liberman in Love                  | жінка                |
| 1996      | с  | Фрейзер                             | Frasier                           | Памела               |
| 2002      | ф  | Гарбузик                            | Pumpkin                           | Чиппі Макдафі        |
| 2002      | ф  | Бабка                               | Dragonfly                         | Флора                |
| 2002      | с  | Практика                            | The Practice                      | суддя Саманта Кук    |
| 2004      | с  | Поліція Нью-Йорка                   | NYPD Blue                         | адвокатка            |
| 2005      | с  | Клієнт завжди мертвий               | Six Feet Under                    | Вікторія             |
| 2005      | с  | Юристи Бостона                      | Boston Legal                      | Кімберлі Меллон      |
| 2006      | с  | Відчайдушні домогосподарки          | Desperate Housewives              | Вера Кек             |
| 2007      | ф  | Вільні письменники                  | Freedom Writers                   | Карін Полачек        |
| 2009      | ф  | Блондинки в законі                  | Legally Blondes                   | директорка Хіггінс   |
| 2010      | с  | Гарна дружина                       | The Good Wife                     | Джорджія Макговерн   |
| 2010—2016 | с  | Дорогий доктор                      | Royal Pains                       | Елен Коллінз         |
| 2011      | с  | Закон і порядок: Спеціальний корпус | Law & Order: Special Victims Unit | Елейн Фрай Кавано    |
| 2012      | с  | Сприйняття                          | Perception                        | Айрін Ріардон        |
| 2014      | ф  | Загублена                           | Gine Girl                         | Мерібет Елліот       |
| 2015      | с  | NCIS: Полювання на вбивць           | NCIS                              | посол Олівія Едмундс |
| 2016      | с  | Якось у казці                       | Once Upon a Time                  | леді Трімейн         |
| 2016      | с  | Майстри сексу                       | Masters of Sex                    | Ніна Клейвермор      |
| 2016      | с  | Державний секретар                  | Madam Secretary                   | Арабель Марш         |
| 2016      | ф  | Ліки від щастя                      | A Cute for Wellness               | Голліс               |
| 2017      | с  | Орвілл                              | The Orville                       | Спірія Баласк        |
| 2018      | с  | Нешвілл                             | Nashville                         | управи́телька ранчо   |